# Eleccions al Consell General d'Andorra de 2023
Les eleccions al consell general d'Andorra de 2023 es van celebrar el 2 d'abril del 2023 per a renovar els 28 escons que formen el Consell General d'Andorra. Demòcrates per Andorra les va guanyar per majoria absoluta, amb 16 consellers, i va entrar amb força un nou partit, Concòrdia, amb cinc escons.

## Antecedents
Durant la legislatura 2019-2023, Xavier Espot, de Demòcrates per Andorra, va ser elegit cap de govern i va formar un executiu de coalició tripartit —el primer en la història del país— amb Liberals d'Andorra i Ciutadans Compromesos.
El març del 2021 la consellera Carine Montaner abandonà Tercera Via i passà a ser no adscrita; es presenta a les eleccions del 2023 com a cap de llista de la nova formació Andorra Endavant. El juny del 2022 els quatre consellers de Liberals d'Andorra (LA) i la ministra Judith Pallarés van deixar el partit després que Josep Maria Cabanes guanyés les primàries d'LA contra Pallarés per un sol vot. A l'octubre Pallarés fundà el partit polític Acció.
Tercera Via i Unió Laurediana van anunciar que no es presentarien a les eleccions. D'altra banda, el 2022 es formà el partit polític Concòrdia amb la intenció de presentar-se a aquestes eleccions.

## Sistema electoral
Les eleccions al Consell General es regeixen per un principi de vot paral·lel. Cada elector emet dos vots en dues urnes diferenciades: un vot és per a una llista tancada d'àmbit nacional amb catorze candidats, i es diposita en una urna blava. L'altre vot és a una llista tancada d'àmbit local (la seva parròquia) amb dos candidats, i es diposita en una urna blanca. Una mateixa persona no pot aparèixer com a candidata a una llista nacional i una de parroquial, ni tampoc en dues parròquies diferents.
S'elegeixen vint-i-vuit consellers generals amb el sistema següent:
- Catorze consellers representen les set parròquies d'Andorra. A cadascuna d'aquestes, els dos candidats de la llista local més votada seran els elegits, seguint el sistema de representació majoritària.[8]
- Catorze consellers es reparteixen de forma proporcional a partir dels vots que reben les llistes nacionals. Les llistes que superen la barrera electoral de la catorzena part dels vots vàlids (un 7,14%) reben un nombre d'escons assignat segons la regla del major residu.[9]

Un cop escollida la composició del parlament andorrà, el Consell General haurà de triar el Cap de Govern per majoria absoluta. El Cap de Govern no ha de ser obligatòriament un dels caps de llista de cadascun dels partits polítics que s'hagin presentat en la circumscripció nacional. En aquest sentit, el parlament vota lliurement. Tot i així, la dinàmica dels partits fa que el cap de Govern escollit sigui normalment aquell que hagi obtingut majoria al parlament, acumulant els vots en la circumscripció nacional i en la parroquial. Un cop escollit el Cap de Govern, aquest serà el que decideixi qui ha de ser ministre. Els ministres són aquells que normalment s'havien presentat a les eleccions com a equip de treball del partit.

## Candidatures

### Circumscripció nacional
Les candidatures que es presentaren a la circumscripció nacional, en què s'elegeixen 14 consellers per representació proporcional, van ser:
| Candidatura | Candidatura                                       | Cap de llista           |
| ----------- | ------------------------------------------------- | ----------------------- |
|             | Demòcrates per Andorra (DA)                       | Xavier Espot Zamora     |
|             | Partit Socialdemòcrata-Progressistes SDP (PS-SDP) | Pere López i Agràs      |
|             | Liberals d'Andorra (LA)                           | Josep Maria Cabanes     |
|             | Acció                                             | Judith Pallarés Cortés  |
|             | Concòrdia                                         | Cerni Escalé Cabré      |
|             | Andorra Endavant                                  | Carine Montaner Raynaud |

### Circumscripcions parroquials
Els partits o coalicions que es presentaren a les set circumscripcions parroquials, en què s'elegeixen els dos candidats de la llista més votada de cada parròquia, van ser:
| Candidatura | Candidatura                                       | Candidats                   | Candidats                     | Candidats                     | Candidats                     | Candidats                    | Candidats                       | Candidats                     |
| Candidatura | Candidatura                                       | Canillo                     | Encamp                        | Ordino                        | la Massana                    | Andorra la Vella             | St. Julià de Lòria              | les Escaldes                  |
| ----------- | ------------------------------------------------- | --------------------------- | ----------------------------- | ----------------------------- | ----------------------------- | ---------------------------- | ------------------------------- | ----------------------------- |
|             | Ciutadans Compromesos (CC)                        |                             |                               |                               | Carles Naudi David Montané    |                              |                                 |                               |
|             | Demòcrates per Andorra (DA)                       | Guillem Casal Jordi Jordana | Jordi Torres Maria Martisella | Berna Coma Alexandra Codina   | Carles Naudi David Montané    | Conxita Marsol Alain Cabanes | Helena Mas Eva París            | Trini Marín Marc Magallón     |
|             | Liberals d'Andorra (LA)                           |                             |                               | Berna Coma Alexandra Codina   |                               | Conxita Marsol Alain Cabanes | Helena Mas Eva París            |                               |
|             | Partit Socialdemòcrata-Progressistes SDP (PS-SDP) |                             | Marta Pujol Susagna Venable   | Joan Miquel Armengol Pere Mas | Miquel Moliné Francesc Lizama | Joaquim Miró Marian Sanchiz  | Gerard Alís Josep Roig          | David Pérez Elisabet Zoppetti |
|             | Acció                                             |                             |                               |                               | Josep Fusté Rebeca Roger      |                              |                                 | Trini Marín Marc Magallón     |
|             | Concòrdia                                         |                             |                               |                               |                               | Martí Alay Miquel Clua       | Pol Bartolomé Maria Àngela Aché | Ramon Tena Lara de Miguel     |
|             | Andorra Endavant                                  |                             |                               | Jordina Bringué Eva Font      |                               | Elisa Muxella Dídac Tomàs    | Bianca Martínez Marc Ferreiro   |                               |

## Resultats
|                           |                                          |                         |                         |                         |                              |                              |               |     |  |
| Partit                    | Partit                                   | Circumscripció nacional | Circumscripció nacional | Circumscripció nacional | Circumscripcions parroquials | Circumscripcions parroquials | Escons totals | +/– |  |
| Partit                    | Partit                                   | Vots                    | %                       | Escons                  | Vots                         | Escons                       | Escons totals | +/– |  |
|                           | Demòcrates per Andorra                   | 6.262                   | 32,66                   | 5                       | 7.309                        | 11                           | 16            | +5  |  |
|                           | Concòrdia                                | 4.109                   | 21,43                   | 3                       | 3.516                        | 2                            | 5             | Nou |  |
|                           | Partit Socialdemòcrata-Progressistes SDP | 4.036                   | 21,05                   | 3                       | 5.238                        | 0                            | 3             | -4  |  |
|                           | Andorra Endavant                         | 3.067                   | 16                      | 3                       | 1.370                        | 0                            | 3             | Nou |  |
|                           | Liberals d'Andorra                       | 893                     | 4,66                    | 0                       | 3.007                        | 0                            | 0             | -4  |  |
|                           | Acció                                    | 805                     | 4,20                    | 0                       | 1.979                        | 1                            | 1             | Nou |  |
| Vots blancs               | Vots blancs                              | 537                     | –                       | –                       | 1.527                        | –                            | –             | –   |  |
| Vots nuls                 | Vots nuls                                | 341                     | –                       | –                       | 557                          | –                            | –             | –   |  |
| Total                     | Total                                    | 20.050                  | 100                     | 14                      | 20.043                       | 14                           | 28            | 0   |  |
| Cens/participació         | Cens/participació                        | 29.958                  | 66,93                   | –                       | 29.958                       | 66,90                        | –             | –   |  |
| Font: Eleccions d'Andorra |                                          |                         |                         |                         |                              |                              |               |     |  |

### Resultats de les circumscripcions parroquials
| Canillo                   |       | 100   |       |       |       |       | 71,97 |
| Encamp                    |       | 53,07 |       |       | 46,93 |       | 64,52 |
| Ordino                    |       | 43,40 |       |       | 39,17 | 17,43 | 76,24 |
| La Massana                | 47,72 | 47,72 | 24,73 |       | 27,55 |       | 71,40 |
| Andorra la Vella          |       | 32,77 |       | 23,13 | 29,56 | 14,54 | 62,10 |
| Sant Julià de Lòria       |       | 26,83 |       | 40,06 | 19,07 | 14,04 | 67,56 |
| Escaldes-Engordany        |       | 40,42 | 40,42 | 33,69 | 25,90 |       | 68,59 |
| Font: Eleccions d'Andorra |       |       |       |       |       |       |       |